# Pungö sund
Pungö sund är ett sund i Åland (Finland). Det ligger i den södra delen av landskapet, 12 km söder om huvudstaden Mariehamn. Pungö Sund ligger på ön Inre Pungö.